# Ґембалювка
Ґембалювка (пол. Gębalówka) — село в Польщі, у гміні Бакалажево Сувальського повіту Підляського воєводства.
Населення — 94 особи (2011).
У 1975—1998 роках село належало до Сувальського воєводства.

## Демографія
Демографічна структура станом на 31 березня 2011 року:
|          | Загалом | Допрацездатний вік | Працездатний вік | Постпрацездатний вік |
| -------- | ------- | ------------------ | ---------------- | -------------------- |
| Чоловіки | 59      | 15                 | 38               | 6                    |
| Жінки    | 35      | 7                  | 17               | 11                   |
| Разом    | 94      | 22                 | 55               | 17                   |